# モバレボ
モバレボは、かつて株式会社インターネットレボリューション（i-revo）が運営していた携帯電話向けの無料ゲームを中心としたポータルサイト兼ソーシャル・ネットワーキング・サービス（SNS）。「モバレボ」あるいは「レボ」と呼ばれていた。
2012年12月19日午前11時をもって全てのサービスを終了している。

## 概要
携帯電話端末専用のためパソコン、PHS端末、スマートフォンからのアクセスは一切出来なかった。携帯電話会社による公式サイトではなく、当初はいわゆる勝手サイトであった。2009年7月よりauの公式サイトとして認定された。
2007年7月3日にモバゲータウンの後追い的に始まったサービスで、2009年5月8日現在、約51万人。月間PVは約2億2千万PVで男女比は男性：53%、女性：47%と、男性の方が多かった。年齢比は18歳未満38%、18～19歳11%、20代29%、30代以上22％と、やはり18歳未満が一番多い状況となっていた。
なお、一旦登録されたIDは、会員が退会してもそのまま放置されるため、ID数と実働ID数は一致しない。
スマートフォンには対応しないまま、2012年7月2日に、同年12月をもってサービスを終了することが発表された。スマートフォン向けのサービスは、2012年3月にTSUTAYA.comとの提携でサービス開始したスマートフォン専用SNSゲームサイト TSUTAYA.com kiwi にて提供され、モバレボ会員（退会ユーザー含む）に kiwi コイン（仮想通貨）、および kiwi 用限定アバターがプレゼントされるキャンペーンが行われた。

## システム
サイトとしてはモバゲータウンに非常に似ていて、メールアドレスや電話番号の交換は不可とされていて単なる出会い系サイトとの差別化を図っていた（現実にはそういったやりとりは防ぎ切れておらず、サークルや日記のコメントなどある程度オープンな場でも連絡先交換が行われている）。また違いとしては、デコレーションメールの提供をしていた。
対戦型やミニゲームなどの無料ゲーム、ユーザー全員が着せ替え可能なアバターなどを提供していた。モバゲータウン同様、ミニメールがある。ミニメールを着信すると、携帯電話宛にメールが送信されるよう設定することもできた。また、日記やその日記へのコメント欄があり、別に各ユーザーに掲示板（伝言板）も与えられていた。

## 仮想通貨
モバレボ内で使用できる仮想通貨に「レボコイン」があり、アバターを着せ替えるときのアクセサリーやアイテムなどをこの通貨で購入できた。自らの紹介で他人を登録させた場合（おまけあり）や、スポンサーサイトに登録した場合に多額のレボコインが付与された。またサイト内にある広告をクリックしても付与されていたが、2009年3月に終了した。また運営会社であるi-revoは2008年7月9日からレボコイン付きの「プラチナアバター」を現金で販売しており、現金からの交換性を持たない完全な仮想通貨ではなくなった。購入は電子マネーの「WebMoney」とキャリア課金（NTTドコモ、ソフトバンクモバイル、au）が使用できた（2009年11月13日現在）。

## コンテンツ

### ゲーム
様々なFlashゲームが楽しめ、ランキング機能も備えていた。ワンボタンゲーム中心で、ゲームによっては裏技が存在した。アバター連動したゲームもあった。

### サークル
SNSでいうコミュニティにあたるものだった。

### アバター
プロフィールにおけるアバターを設定できた。レボコインで購入できる他に、次の手段や、企画などで特別なアバター用アイテムが手に入った。
合成のつぼ
様々なテーマを色で分けられたつぼがあり、2つのアイテムを組み合わせて合成機にかけられた。ショップで売っているもののほか、中には非売品があった。1回合成するのに50レボコイン必要だった。
ガチャ
特定のアイテムを集めるかフルコンプでスペシャルアイテムを手に入れられた。定期的にテーマが差し替わっていた。1回100～200レボコイン必要だった。テーマが変わると、最初の1回は無料であった。

### 伝言板
モバレボの個人のページに設置されている伝言板。
主に公開されても問題の無い会話や、ミニメールが送信できない（健全化への取組を参照）ユーザーとのコミュニケーションツールとしても使用されていた。
書き込みはユーザーなら誰でも（本人も含む）出来たが、削除はその伝言板が設置されているユーザーページのユーザーのみ可能であった。

### ミニメール
モバレボ内で使用するアドレスの無いメール。
主に公開されたくない会話やコミュニケーションに使用された。
ただし、ミニメールを送信出来ない（健全化への取組を参照）場合もあった。

### デコレーションメール
元はコナミが運営していたデコレーションメール素材サイト「デコR」をサイト移管して提供しているサービスであった。現在はモバレボオリジナルの素材の提供もしていた。

## スポンサーサイト
スポンサーサイトで掲載されているモバイルサイトのほとんどはキャリアの公式サイトであるが中には勝手サイトも含まれていることがあった。他のモバイルアフィリエイトと同様、掲載されていることはサイト主・広告主には知らされず（アフィリエイトの了解事項）、サイト主・広告主はモバレボにアクセスするかユーザからの問い合わせで掲載されていることを知ることが多かった。スポンサーサイト以外の純稿広告もあり、様々なコラボレーションが行なわれていた。

## 対応機種
NTTドコモ（FOMA対応機種）、au（パケット定額制対応のWIN機種）、SoftBank（FLASH対応の3G機種）

## 禁止行為
誹謗中傷やアダルトやスパム、ストーカーや荒らしやなりすまし等々が禁止されていたほか、メールアドレスや電話番号の交換は不可とするなど、「サイト外の出会いを目的とする行為」を禁止していた。

## 通報システムとペナルティ
違反行動を起こしていると思われるユーザーを運営に通報し、悪質な規約違反が確認された場合はペナルティ、または強制退会といった処分を加えるという通報システム。